# Vojtěch Hadaščok
Vojtěch Hadaščok (Opava, 8 gennaio 1992) è un calciatore ceco, attaccante del Přepeře.

## Carriera

### Club
Il 17 luglio 2012 realizza l'1-0 nel secondo turno di qualificazioni di Champions League contro i kazaki dello Şaxter Karagandy.